# 全天自動捜索システム

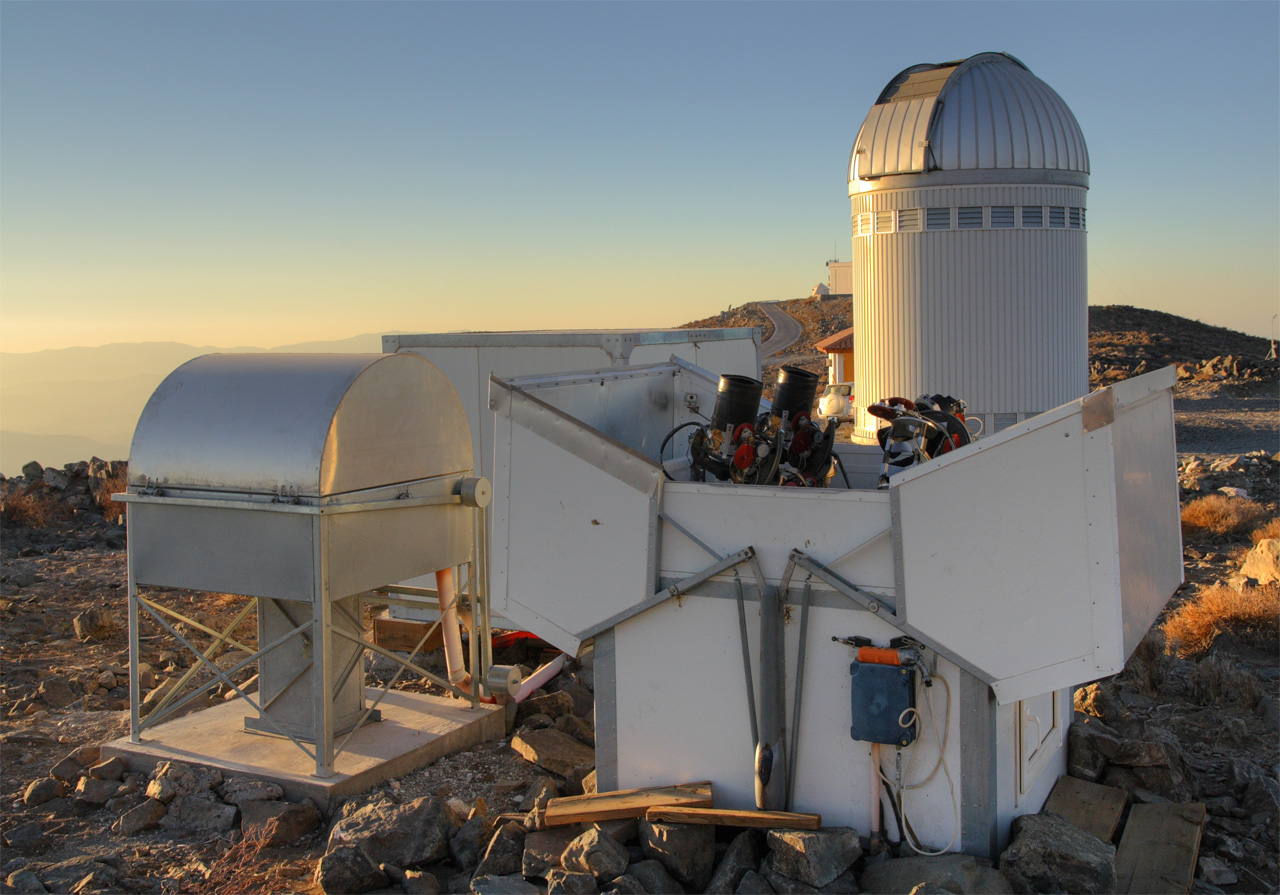
ASAS telescopes at Las Campanas Observatory. OGLE telescope visible in background.

全天自動捜索システム（ぜんてんじどうそうさくしすてむ：All Sky Automated Survey ：ASAS）はポーランドのプロジェクトで1997年4月7日に設置された。全天の14等級以上の約1000万個の恒星の光度を自動的に監視するシステムである。ASASはチリのラスカンパナス天文台に置かれ、ワルシャワ大学のグルゼゴルズ・ポイマンスキーがインターネットを使って管理している。これまでに2つの彗星などを発見した。
プリンストン大学のボフダン・パチンスキによって発案された。プロトタイプの装置とデータ伝送装置はポイマンスキーによって設計、製作された。1996年に100万ドルの予算で始められ、南半球の約100万の恒星が登録された。新しい変光星の発見に極めて有効であることが証明されたので、プロジェクトは拡大され、ラスカンパナス天文台の4台の望遠鏡が稼動している。赤緯28度より南、すなわち全天の3/4にある50,000個の変光星を発見した。

## ASASによる発見
- 観測された恒星：約1,500万個、
- 検出した変光星：約　50,000個、新発見の変光星：約 39,000個

### 彗星
- C/2006 A1 ポイマンスキー彗星
- C/2004 R2 (ASAS)

### 新星
- Nova SMC = ASAS 011500-7325.6 (predisc. autom. detect.)
- V1663 Aql = Nova Aql = ASAS 190512+0514.2 (ASAS discovery)
- V378 Ser = Nova Ser 2005 = ASAS 174924-1300.0 (ASAS discovery)
- V5114 Sgr = Nova Sgr 2004 = ASAS 181932-2836.6 (predisc. autom. detection)
- V2574 Oph = Nova Oph 2004 = ASAS 173845-2328.3 (predisc. autom. detection)
- V1186 Sco = Nova Sco 2004 = ASAS 171251-3056.6 (ASAS discovery)
- V1188 Sco = Nova Sco 2005 = ASAS 174422-3416.5 (ASAS discovery)

### 矮新星
- ASAS 160048-4846.2 - UGSU in Nor (ASAS discovery)
- ASAS 091858-2942.6 - CV in Pyx (ASAS discovery)
- ASAS 153616-0839.1 - UGWZ (ASAS discovery)
- ASAS 002511+1217.2 - UGWZ/UGSU ? (ASAS discovery)